# Geyersattel
Der Geyersattel ist eine 631 m ü. A. hohe Passhöhe in Niederösterreich zwischen dem Waxeneck im Norden und der Hohen Mandling im Süden.
Der Geyersattel ist eine alte, heute nicht mehr benutzte Verbindung zwischen Pernitz und Berndorf. Von Pernitz gelangt man über das Tal des Feichtenbaches nach Geyer, wo man auf die Passhöhe aufsteigt. Nach dem Sattel steht das Wegkreuz Rotes Kreuz (Lage) und man erkennt auch noch den alten Hohlweg. Ab dem Geyersattel führen mehrere Wege mit geringem Gefälle nach Berndorf.
In der Nähe des Geyersattels wurde am 20. November 1866 der letzte Wolf Niederösterreichs durch den erzherzoglichen Forstadjunkten Michael Wagner aus dem Berndorfer Ortsteil Steinhof erlegt, woran eine Gedenktafel erinnert.
Die heute genutzte Straße führt über den weiter westlich gelegenen Hals.